# Król koki
Król koki (ang. Kingpin, 2003) – amerykański serial kryminalny stworzony przez Davida Millsa.
Jego światowa premiera odbyła się 2 lutego 2003 roku na kanale NBC. Ostatni odcinek został wyemitowany 18 lutego 2003 roku. W Polsce serial nadawany był na kanale TVP1.

## Obsada
- Yancey Arias jako Miguel Cadena
- Sheryl Lee jako Marlene McDillon Cadena
- Rubén Carbajal jako Joey Cadena
- Bobby Cannavale jako Chato Cadena
- Angela Alvarado Rosa jako Delia Flores
- Brian Benben jako doktor Heywood Klein
- Shay Roundtree jako Junie Gatling
- Neko Parham jako Shawn Williams
- Elpidia Carrillo jako Lupita
- Eduardo Palomo jako kapitan Lazareno
- Sean Young jako Lorelei Klein

## Spis odcinków
| N/o            | Tytuł angielski   |
| -------------- | ----------------- |
|                |                   |
| SERIA PIERWSZA |                   |
|                |                   |
| 01             | Pilot             |
|                |                   |
| 02             | El Velorio        |
|                |                   |
| 03             | Black Magic Woman |
|                |                   |
| 04             | French Connection |
|                |                   |
| 05             | The Odd Couple    |
|                |                   |
| 06             | Gimme Shelter     |
|                |                   |